# Linda Christanell
Linda Christanell (* 1939 in Wien) ist eine österreichische Künstlerin. Sie wird zur feministischen Kunst gezählt.

## Leben
Linda Christanell studierte bis 1962 Malerei an der Akademie der bildenden Künste Wien. Bis 1974 war sie Lehrerin für bildnerische Erziehung, ab 1975 freischaffend in den verschiedensten künstlerischen Bereichen (Installationen, Performances, Buch- und Fotoobjekte u. a.) tätig. In ihrer Kunst begreift sie den Feminismus als politische Praxis. 1980 erschien ihr Film Anna, der von dem Gefühl des Eingeschlossen-Seins der Frau im Patriarchat handelt.
Ab 1966 gab sie zahlreiche Ausstellungen und erhielt Auszeichnungen im In- und Ausland. 1967 gründete sie mit Renate Bertlmann das BC-Kollektiv.
1987 war sie Jurymitglied der Westdeutschen Kurzfilmtage Oberhausen. Von 1993 bis 2003 hatte sie einem Lehrauftrag an der Filmhochschule Zürich sowie an den Universitäten Wien, Liverpool und Dresden inne.
Christanell war Mitglied der Austria Filmmakers Cooperative (1982), des Künstlerhauses (1982) und der Grazer Autorenversammlung (1984) und Gründungsmitglied der Intakt (1977). 2015 erhielt sie den Preis der Stadt Wien für Bildende Kunst.

## Werke
- Film 4 – Licht- und Schattenberührungen – 1978
- Film 5 – Überlagerungen – 1978
- Film 6 – Change – 1978
- Film 7 – Movement in the Inside of My Left Hand – 1978
- Es war ein merkwürdiger Tag – 1979
- Anna – 1980
- Fingerfächer – 1982
- For you – 1984
- Home – 1984
- Federgesteck – 1984
- Der Schlüsselbund – 1984
- Film No. 5 – 1985
- Der Ort der Zeit – 1985
- Zum Geburtstag – 1985
- Meomsa – 1988
- Aline Carola – 1990
- Moving Picture – 1995
- NS-Trilogie – 1996
- Picture again – 2003